# Justice League Unlimited
Justice League Unlimited je americký animovaný akční televizní seriál, volně natočený podle komiksových příběhů o superhrdinech vydavatelství DC Comics. Je přímým pokračováním seriálu Liga spravedlivých a zároveň posledním seriálem ze série a fikčního světa DC Animated Universe. Vysílán byl v letech 2004–2006 na stanici Cartoon Network, celkem vzniklo 39 dílů rozdělených do tří řad. Pojednává o superhrdinském týmu Justice League, který má za úkol ochraňovat Zemi.

## Příběh
Tým Justice League tvoří sedm superhrdinů z předchozího seriálu Liga spravedlivých, kteří jsou označování jako „zakládající členové“, a několik desítek dalších postav, které se v průběhu seriálu střídají ve vedlejších rolích. Většinu dílů tvoří samostatný příběh, který řeší menší skupinka postav, zároveň je ale v první řadě seriálu postupně budována dějová linie o vznikajícím konfliktu mezi Justice League a tajnou vládní agenturou Project Cadmus, který vyvrcholí ve druhé sérii. Ve třetí řadě je hlavním protivníkem Secret Society, organizace, která vznikla, aby bojovala proti rostoucímu vlivu superhrdinů.

## Obsazení
- Kevin Conroy jako Bruce Wayne / Batman (a další postavy)
- George Newbern jako Clark Kent / Superman (a další postavy)
- Susan Eisenberg jako princezna Diana / Wonder Woman (a další postavy)
- Phil LaMarr jako John Stewart / Green Lantern (a další postavy)
- Michael Rosenbaum jako Wally West / Flash (a další postavy)
- Carl Lumbly jako J'onn J'onzz / Martian Manhunter (a další postavy)
- Maria Canals Barrera jako Shayera Hol / Hawkgirl (a další postavy)